# Ringen (film)
 For alternative betydninger, se Ringen. (Se også artikler, som begynder med Ringen)
Ringen er en britisk stumfilm fra 1927 instrueret af Alfred Hitchcock og med Carl Brisson, Lilian Hall Davis og Ian Hunter i hovedrollerne.

## Medvirkende
- Carl Brisson som 'One Round' Jack Sander
- Lilian Hall Davis som The girl
- Ian Hunter som Bob Corby